# پیر آنری
پیر آنری (فرانسوی: Pierre Henry‎؛ ‏ تلفظ در فرانسوی: [pjɛʁ ɑ̃ʁi]؛ زادهٔ ۹ دسامبر ۱۹۲۷) موسیقی‌دان و آهنگساز اهل فرانسه بود.
وی از شاگردان نادیا بولانژه و الیویه مسیان بود و بابت فعالیت‌های هنری‌اش، برندهٔ جوایز گوناگونی چون لژیون دونور شد.